# 안주미
안주미(본명: 안주미, 2002년 6월 26일 ~ )은 대한민국의 배우이다. 아역으로 활동했다가 개인 사정으로 활동을 정지한 후, 성인이 된 후에 연기자로 복귀하여 현재까지 활동 중이다.

## 출연

### 방송

#### 드라마
- 2009년 MBC 《내조의 여왕》 - 온정원의 친구 역
- 2010년 SBS 《이웃집 웬수》 - 김은서 역
- 2011년 KBS 2TV 《영광의 재인》 - 어린 윤재인 역 (박민영 아역)
- 2012년 MBC 《닥터 진》 - 어린 춘홍 역 (이소연 아역)
- 2012년 tvN 《유리가면》 - 어린 강서연 역 (김윤서 아역)
- 2014년 KBS 2TV 《순금의 땅》 - 어린 한진경 역 (백승희 아역)
- 2015년 MBC 드라마넷 《나의 유감스러운 남자친구》 - 수지 역

#### 어린이
- 2009년 KBS 1TV 《신나라 과학나라》

### 영화
- 2010년 《용서는 없다》 - 어린 강혜원 역 (김여린 아역)
- 2010년 《죽이고 싶은》 - 꼬마 역
- 2012년 《댄싱퀸》 - 어린 엄정화 역 (엄정화 아역)